# داغدار (قرة باشلو)
داغدار (بالفارسية: داغدار) هي قرية تقع في إيران في خراسان رضوي. يقدر عدد سكانها بـ 487 نسمة بحسب إحصاء 2016.